# Mansão do Marquês de Riestra
A mansão do Marquês de Riestra é um edifício eclético com elementos art nouveau do final do século XIX localizado na Rua Michelena 30 em Pontevedra, Espanha. É actualmente a sede principal da Câmara Municipal de Pontevedra.

## História
A mansão foi construída para Francisco Antonio Riestra Vallaure após a compra de vários lotes de terreno na Rua Michelena, nos anos 1860, onde mandou construir catorze edifícios.
O seu filho e Marquês de Riestra, José Riestra López, estabeleceu aqui a sede do seu Banco Riestra e uma residência privada. A sua remodelação com a sua característica fachada de tijolo rosa-laranja foi concluída em 1900.
O Marquês de Riestra morreu na sua mansão na Rua Michelena, 30, na madrugada de 17 de Janeiro de 1923, depois de ir de carro para A Caeira na tarde anterior. Em 1925, galerias de madeira foram acrescentadas ao terceiro andar. Os quatro filhos vivos do Marquês de Riestra viveram na mansão com as suas famílias, cada um ocupando um dos três andares (dois deles no terceiro andar). Em 1931 a família Riestra perdeu a sociedade holding do seu pai para o empresário Pedro Barrié de la Maza.
Em 19 de Julho de 1932, o edifício passou para as mãos do Banco Pastor, albergando os escritórios desta instituição e da empresa de electricidade Fenosa, que pertencia ao mesmo grupo. Entre as décadas de 1970 e 1980 foi a sede local da UCD, o partido do governo central. Mais tarde, foi a sede dos escritórios provinciais de agricultura e trabalho da Junta da Galiza.
Em 1988, a Junta da Galiza comprou os três andares e o sótão do edifício ao Banco Pastor por 80 milhões de pesetas. A 30 de Janeiro de 1990, a Direcção Geral do Património da Junta da Galiza pagou à sociedade anónima Unión Fenosa um total de 235 milhões de pesetas pelo rés-do-chão, a cave e um pequeno jardim interior, completando assim a aquisição do edifício para os novos escritórios do seu Departamento de Economia e Finanças.
A mansão foi completamente renovada na década de 1990. Foi sede do Departamento de Economia e Finanças da Junta da Galiza até à sua transferência para o novo edifício administrativo de Campolongo em 2008  .
Em 2010, a Junta da Galiza cedeu o edifício à Câmara Municipal de Pontevedra para albergar os seus serviços centrais.
Em 2022, a fachada do edifício foi renovada, removendo os seus tijolos característicos de rosa-laranja.

## Descrição
A mansão foi construída num estilo ecléctico com elementos art nouveau. É um edifício de três andares com um único corpo e uma planta quadrada. Tem uma fachada de galeria com arco de ferradura e caixilhos em todas as janelas. As janelas e a entrada de carruagens antigas no rés-do-chão são emolduradas por arcos de volta perfeita. O rés-do-chão encontra-se rodeado por uma base de granito.
A fachada é de dois tons, com tijolos finos cor-de-rosa laranja e tons brancos nas galerias e caixilhos das janelas. Os tijolos, que estavam muito na moda no final do século XIX e início do século XX nas fachadas, provinham da antiga fábrica de tijolos da Barca, perto da Caeira. Estão também presentes na fachada do edifício da Escola Normal de Pontevedra e na praça de touros de Pontevedra. O próprio Marqués de Riestra fundou a fábrica de cerâmica de A Caeira em 1895, de onde vieram os tijolos..      
A mansão consistia originalmente num rés-do-chão e dois andares superiores, aos quais foi acrescentado um terceiro andar após uma ampliação. Na cornija superior do edifício encontram-se azulejos do século XIX decorados com motivos florais.      
Tem uma notável entrada de carruagem antiga, originalmente concebida para carruagens, e mantém uma escada de madeira que data do início da construção.
O interior foi completamente reconstruído, tendo uma utilização funcional como escritórios. O edifício teve o primeiro elevador instalado na Galiza, que foi transferido para Corunha no início do século XXI.

## Galeria

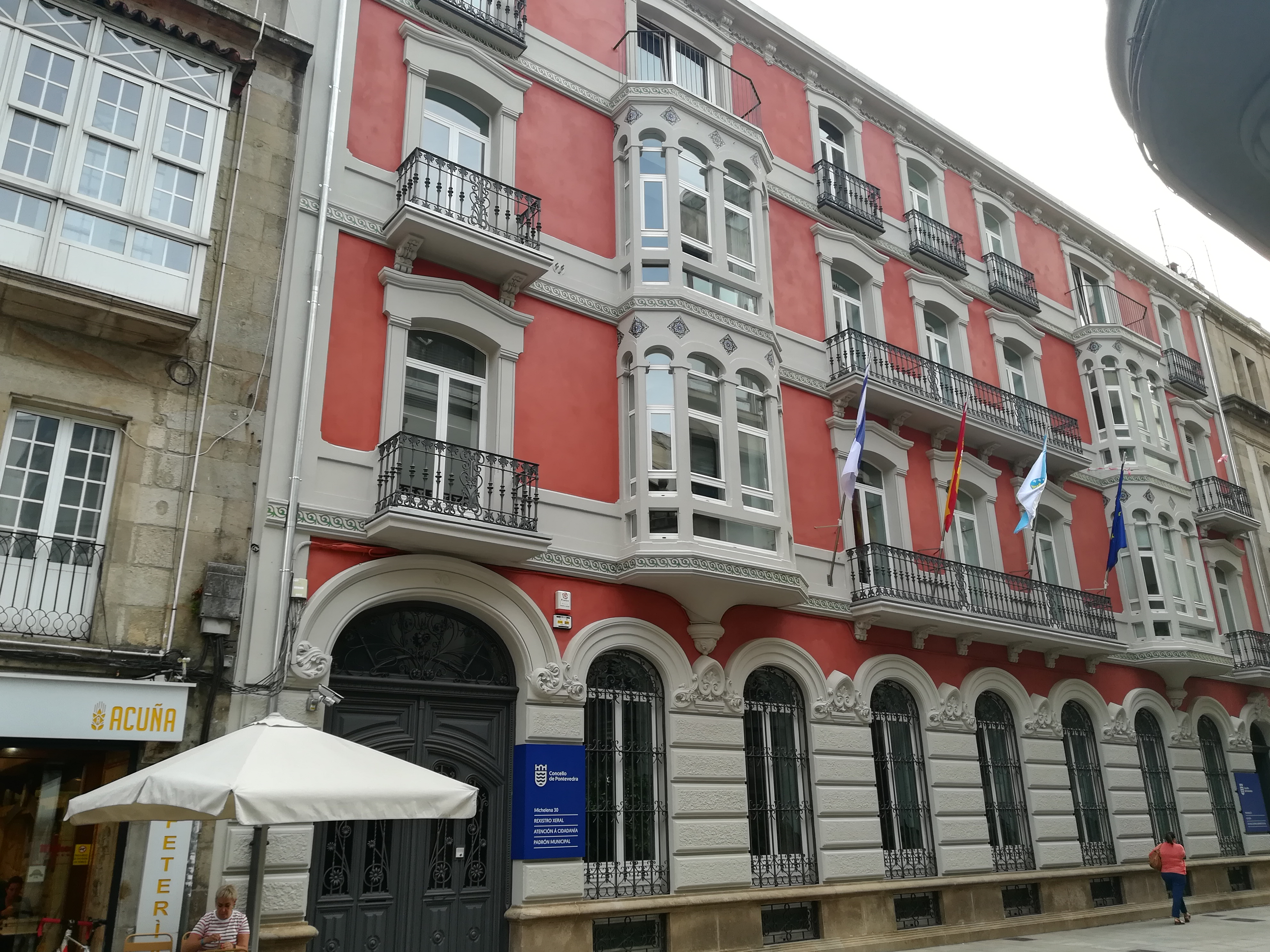
Antiga porta de carruagens em primeiro plano
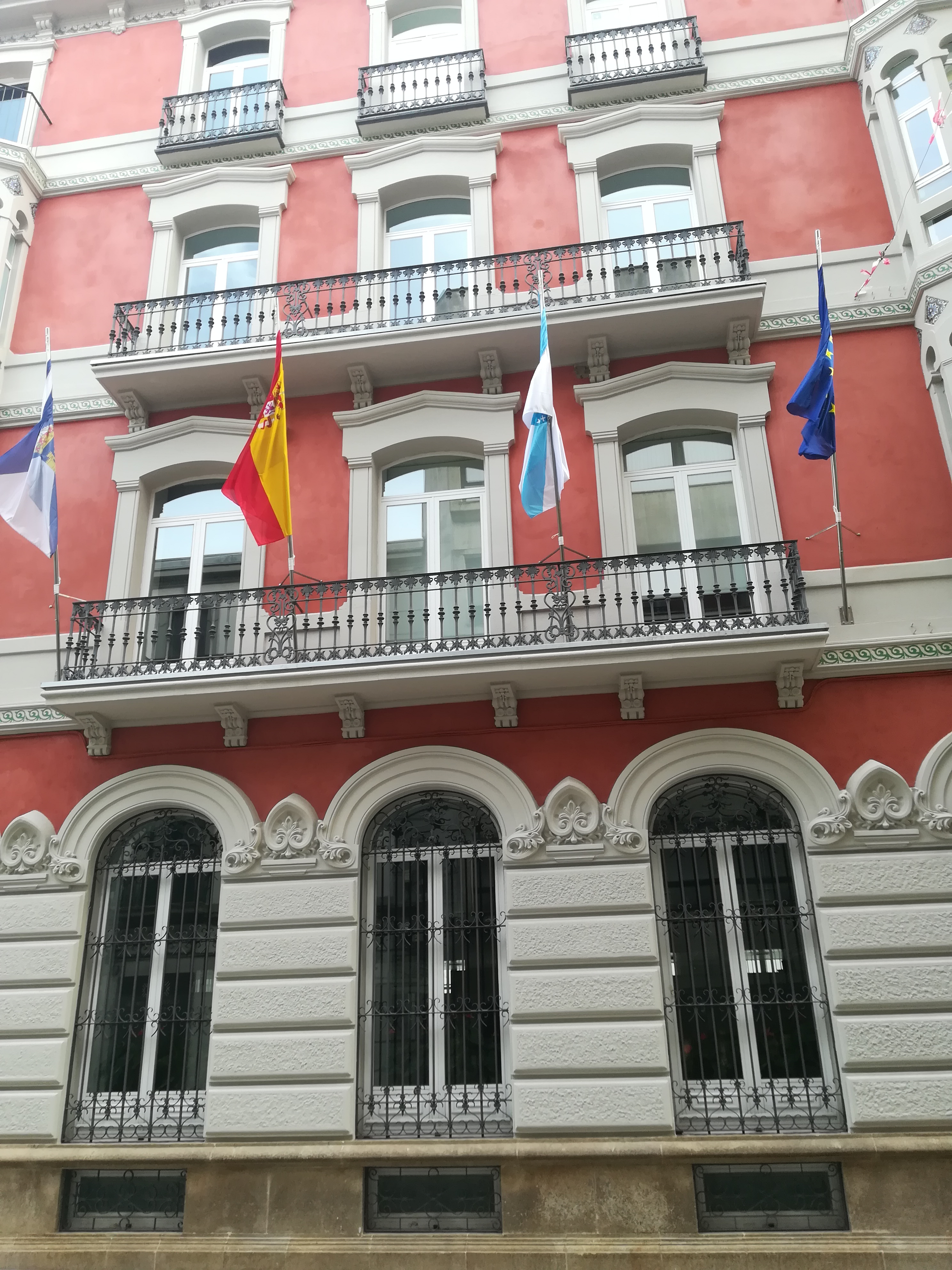
Varandas
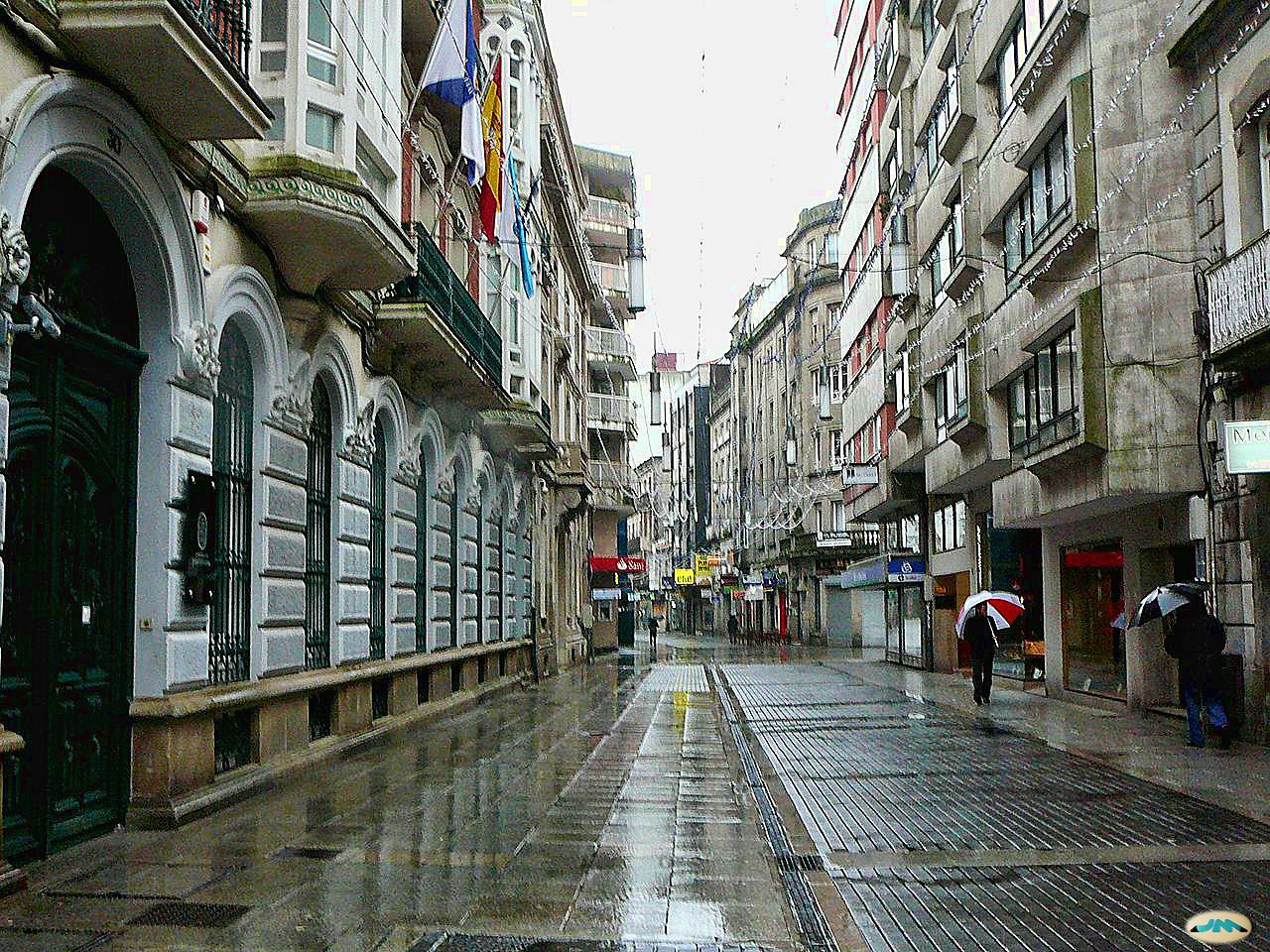
Rua Michelena
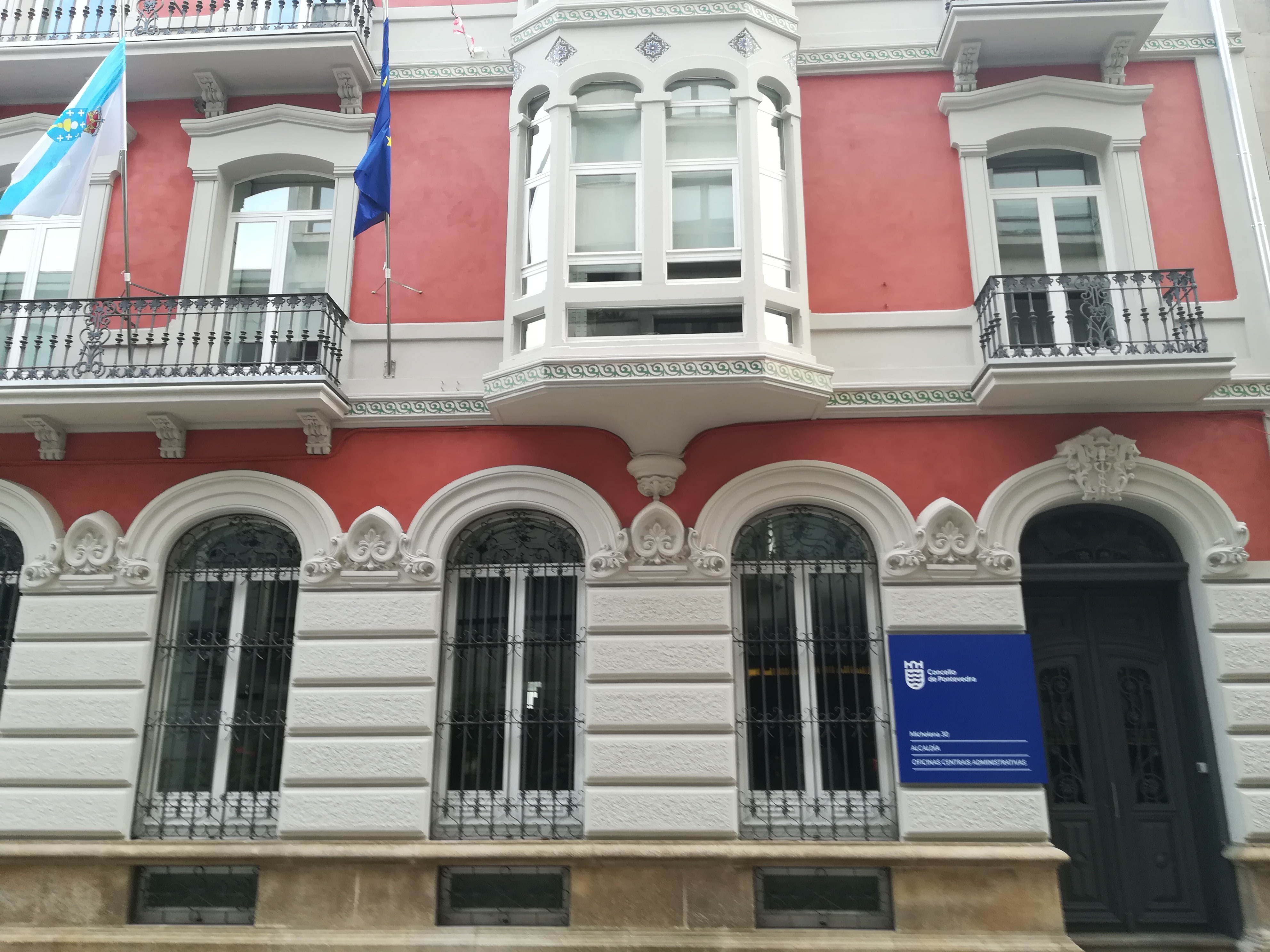
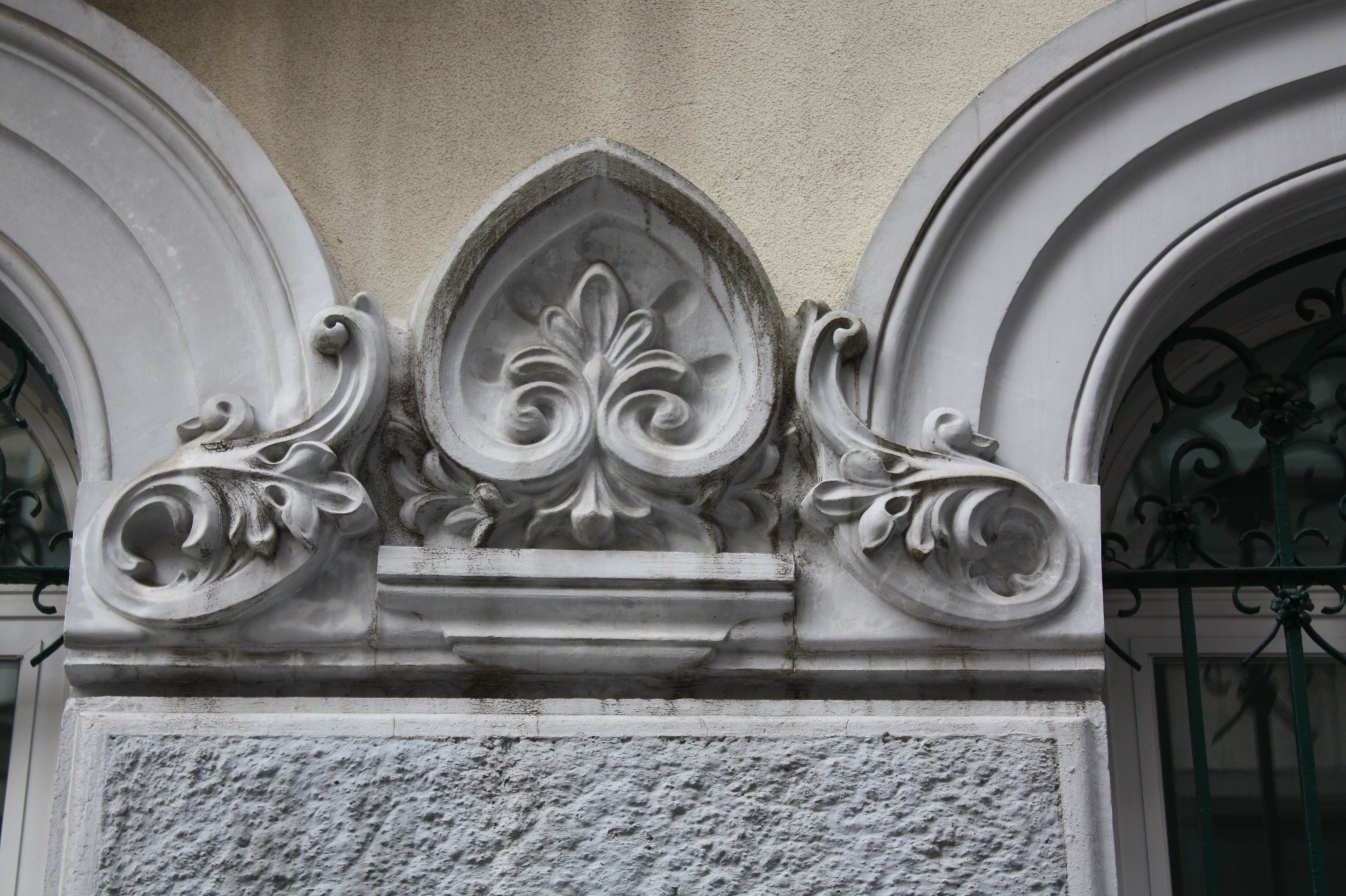
Detalhe Art Nouveau
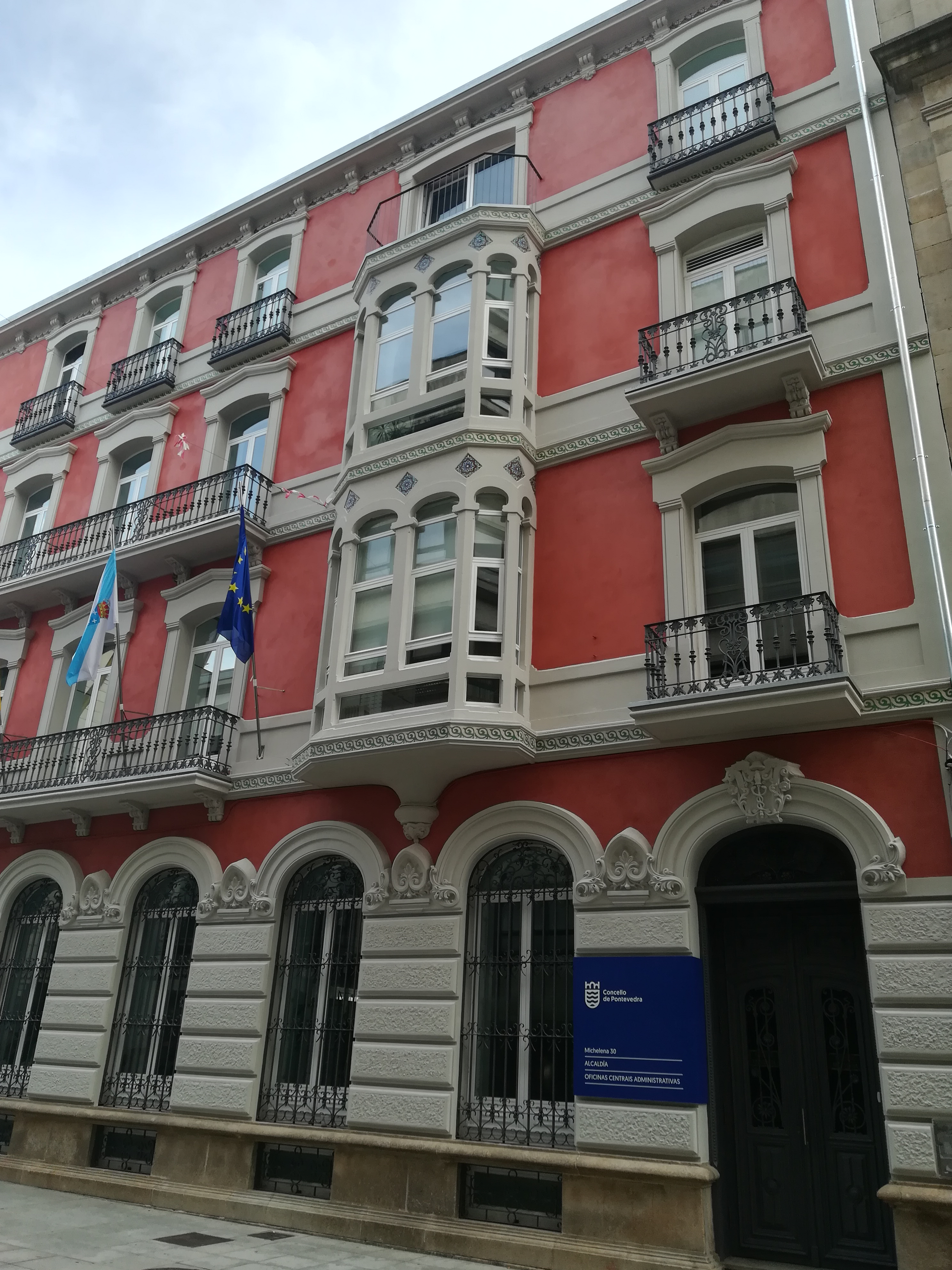

### Artigos relacionados
- Câmara Municipal de Pontevedra
- Rua Michelena